# Álex Muñoz
Alejandro José Muñoz Miquel, meglio noto come Álex Muñoz (Sant Joan d'Alacant, 30 luglio 1994), è un calciatore spagnolo, difensore dell'Almería.